# María Eugenia Cunhal
Maria Eugénia Barreirinhas Cunhal Medina (Lisboa, 17 de enero de 1927 - 10 de diciembre de 2015) fue una periodista, poeta, escritora, profesora y traductora portuguesa que también utilizó el seudónimo de Maria André.

## Biografía
Maria Eugénia Barreirinhas Cunhal nació en Lisboa, hija de Mercedes Simões Ferreira Barreirinhas (5 de mayo de 1888 - 12 de septiembre de 1971) y Avelino Henriques da Costa Cunhal (28 de octubre de 1877 - 19 de diciembre de 1966). Era la menor de los cuatro hijos del matrimonio, entre ellos su hermano Álvaro Cunhal, que era 14 años mayor que ella. Sor María Mansueta  su hermana mayor murió en 1921, antes de que ella naciera y su hermano mayor, António José, murió cuando ella tenía seis años, en 1933.
Desde temprana edad interactuó con grandes figuras de la literatura portuguesa, como José Gomes Ferreira, Alves Redol, Soeiro Pereira Gomes, que frecuentaban la casa de sus padres, en Avenidas Novas, en Lisboa. Inició la  primaria en una escuela donde su padre era profesor, pero tuvo que acabarla en casa debido a la expulsión de su padre durante el primer arresto de su hermano Álvaro Cunhal, en 1937,a quien pudo visitar,a los nueve años en la prisión de Aljube. Después Continuó sus estudios secundarios en el Liceo Francés. No continuó sus estudios superiores, pero comienza a comentar y a traducir subtítulos para la televisión. Fue la primera traductora de los cuentos de Chéjov al portugués.
Sus poemas fueron publicados por primera vez en la revista Vértice, bajo el seudónimo de Maria André, entre 1937 y 1951.
Al ser detenido su padre, ella también fue detenida por la PIDE, el 2 de febrero de 1945, a los 18 años, e interrogada, siendo liberada al día siguiente por la actuación de su madre.  También fue detenida varias vez para interrogarla ssobre el paradero de su hermano que estaba en la clandestinidad.
Pronto se afilió al Partido Comunista Portugués, donde permaneció hasta su muerte, en el sector Intelectual, Artes y Letras de la Organización Regional de Lisboa del PCP.
A los 21 años se casó con el psiquiatra Fernando Medina, primo de Urbano Tavares Rodrigues, y enviudó en 1964. Tuvo cuatro hijos, Pedro (1950 - 1999), Miguel (1951 - 2006), Duarte y Joana.
En 1973 colaboró en la producción de la película Jaime, dirigida por António Reis.  María Teresa Horta le dedica el poema Maternidad (II) en su libro As Mulheres de Abril de 1976.
Se Integró en el Consejo Nacional de Mujeres Portuguesas, habiendo participado en reuniones bajo la dirección de María Lamas, y también formó parte de la Asociación de Mujeres Portuguesas por la Paz.Trabajó de 1978 a 1982 como periodista de la revista Mulheres, proyecto editorial vinculado al Movimiento Democrático de Mujeres, bajo la dirección de María Lamas y con María Teresa Horta como redactora jefe. Aquí publica, entre otros, un informe sobre Minas da Panasqueira y otro sobre las trabajadoras, titulado Mulheres de Setúbal: Muchas formas de vida.
Murió en Lisboa, después tuvo su velatorio en la Voz do Operário, y fue incinerada en el Alto de S. Juan.

## Obras

### Poesía
- El silencio del cristal (1962)
- Las manos y el gesto (2000)

### Prosa
- Historia de un condenado a muerte (1983)
- Hierba verde para Cláudio (2003)
- Escritura con bolígrafo (2008)

### Antologías
- Canal n°4, revista de literatura (1998)
- Leamos (2002)

### Traducciones
- La Tzibukine, Chéjov (1963)